# Габриэль, Мария
Мария Иванова Габриэль (болг. Мария Иванова Габриел), урождённая Неделчева (болг. Неделчева; род. 20 мая 1979, Хаджидимово, Болгария) — болгарский политик, член партии ГЕРБ. Заместитель премьер-министра Болгарии и министр иностранных дел Болгарии (6 июня 2023 — 9 апреля 2024).
Еврокомиссар инноваций и молодёжи (2019—2023). Еврокомиссар цифровой экономики (2017—2019).

## Биография

### Образование и профессиональная карьера
Окончила Пловдивский университет со степенью бакалавра по болгарскому и французскому языкам, а также Институт политических исследований в Бордо со степенью магистра по сравнительной политике и международным отношениям.
В 2004—2008 годах в должности научного ассистента преподавала в своей alma mater в Бордо, читала курс о процессе принятия решений в Евросоюзе, политической социологии и международных отношениях.

### Политическая карьера
С 2009 года — депутат Европейского парламента во фракции Европейской народной партии, в 2012 году стала заместителем председателя женской группы ЕНП, в 2014—2017 годах являлась заместителем лидера фракции ЕНП и главой болгарской делегации в Европейском парламенте. В 2016 году возглавила комиссию Евросоюза по наблюдению за выборами президента Габона.
10 мая 2017 года третье правительство Бойко Борисова выдвинуло её кандидатуру на замещение вакансии еврокомиссара цифровой экономики и общества, и 7 июля 2017 года она вступила в должность (на парламентских слушаниях 20 июня назначение поддержали 517 евродепутатов, 77 проголосовали против, 89 воздержались; в связи с переходом в исполнительный орган власти Габриэль отказалась от мандата евродепутата).
26 мая 2019 года Габриэль была избрана в Европарламент 9-го созыва, возглавляя список партии ГЕРБ, но вновь отказалась от мандата, желая продолжить работу в Комиссии Юнкера. Её заменила бывший министр болгарского председательства в Совете Европейского союза Лиляна Павлова.
10 сентября 2019 года включена состав формируемой по итогам выборов Комиссии фон дер Ляйен на должности еврокомиссара по делам инноваций и молодёжи.
15 мая 2023 года получила мандат от президента Болгарии Румена Радева на формирование правительства по итогам парламентских выборов, в связи с чем подала в отставку с поста еврокомиссара.
22 мая 2023 года после провала коалиционных переговоров вернула мандат президенту.

### Работа в правительстве Денкова
6 июня 2023 года было сформировано ротационное правительство блока коалиций «Продолжаем перемены» и «Демократическая Болгария» (ПП — ДБ), поддержанное в парламенте партией ГЕРБ. Премьер-министром Болгарии стал Николай Денков, выдвинутый ПП — ДБ, а вице-премьером стала Мария Габриэль. Согласно договорённости, через 9 месяцев они должны были поменяться местами, однако этого не случилось, в результате чего 9 апреля 2024 года было назначено новое служебное правительство во главе с Димитром Главчевым, в состав которого она уже не попала. Министром иностранных дел в новом правительстве назначен посол Болгарии в Черногории Стефан Димитров.

## Личная жизнь
Мария Габриэль с 2012 года замужем за Франсуа Габриэлем, в 2015 году у них родился сын Жан-Эдуар.